# Antonio y Carmen
Antonio y Carmen var en musikduo verksam under åttiotalet i Spanien. Den bildades av syskonen Antonio och Carmen Morales, barn till Rocío Dúrcal och Junior. Duon uppnådde stor framgång i Japan.
«Sopa de amor (sv. "Kärlekssoppan")» ( 1982 ), av Luis Gómez Escolar och «Entre cocodrillos (sv. Mellan krokodiler)» ( 1983 ), är några av de mest kända låtar, liksom "Angora", som är tillägnad deras maskot. 

## Diskografi
- Tardes de guateque ( WEA, 1982).